# Число три в иудаизме
Число́ три в иудаи́зме (3; рус. тро́йка; ст.‑слав. тро́ица) — в Танахе, Талмуде, Мидраше и числовой мистике (каббале) по значению стоит на втором месте сразу за числом семь, опережая четыре и десять.
Числа от 1 до 10 в древнееврейском языке являются именами прилагательными с особыми формами для мужского и женского родов; остаётся непонятным, почему родовые окончания имён числительных прямо противоположны родовым окончаниям имён существительных и прилагательных. В библейских книгах нет особых знаков для чисел; они выражаются словами; лишь в талмудическое время стали отмечать числа отдельными буквами.
Значимость числа три лежит в библейских ежегодных трёхкратных паломничествах всех мужчин к Храму, трёхкратной молитве в течение дня, в трёхдневных, трёхмесячных или трёхгодичных сроках для совершения какого-либо акта; в трёхкратных поклонах, трёх священнических благословениях; сюда же относится часто упоминаемый обычай нападать на врагов с трёх сторон. Однако, славянское слово «троица» в Священном Писании не встречается. С числа три в семитских языках начинается обозначение множества.

## Танах
Следующее место за числом семь, по значению в Библии, занимает число три. Возможно, что исторически исходным пунктом для сильного выдвигания числа три стала его роль в вавилонском представлении ο мире, состоящем из трёх частей: неба, земли и преисподней. Авторы ЕЭБЕ предлагают для сравнения аналогичные фразы из Библии:
- «что на небе вверху, и что на земле внизу, и что в воде ниже земли» (Исх. 20:4);
- «дарами неба, росою и дарами бездны» (Втор. 33:13);
- «Свят, Свят, Свят Господь Саваоф! вся земля полна славы Его!» (Ис. 6:3).

Троекратность действий, примеры
- трёхкратное священническое благословение (Чис. 6:24—27);
- «приносил Соломон 3 раза в год всесожжения и мирные жертвы на жертвеннике» (3Цар. 2:3);
- Даниил «3 раза в день преклонял колени» (Дан. 6:10);
- царь Давид молился 3 раза в день «вечером и утром и в полдень буду умолять и вопиять» (Пс. 54:18).

Числа, кратные трём
Из чисел, кратных трём, часто присутствует число 30. Оно является:
- определением значительного числа людей (Суд. 10:4, 12:9);
- выражением более продолжительного срока для совершения какого-либо деяния, как, например, 30-дневный траур по Аарону и Моисею (Чис. 20:29; Втор. 34:8);
- обозначением фиксированной оценки раба (30 сиклей; Исх. 21:32)[1].

Три с половиной периода времени у Даниила — «времени и времён и полувремени» (Дан. 7:25, 12:7) — это половина семи, отмечают авторы ЕЭБЕ. В палестинской традиции чтение Торы распределяли на 3.5 года так, чтобы за 7 лет прочесть Тору дважды.

## Талмуд, Мидраш
Талмуд оперирует теми же числами, что и Библия. Так, в религиозной и правовой жизни евреев:
- трое взрослых мужчин-евреев образуют минимальную общину для общей молитвы;
- затрапезную молитву читают громко при трёх участниках[4];
- затрапезная молитва изначально была составлена из трёх благословений (первое благословение — славословие Богу, второе — о земле, третье — об Иерусалиме), которые оканчивают словом «аминь», что доказывает, что сначала затрапезная молитва была составлена лишь из трёх благословений[5], четвёртое благословение было добавлено позднее для проведения поминок на еврейских похоронах[6];
- зачастую молитвы составлены из трёх частей (см. Биркат коханим, Биркат ха-мапиль, Биркат ха-мазон, Иштабах, Кдуша, Кадиш, молитва в канун беды (Мишна, Зраим, Брахот 4:4), Ме-эн шева, Шемоне-Эсре и Амида (хваление, прошение, благодарение), псалмы 28 и 135 и 144 (призывание-поклон, моление, благословение-поклон));
- созданы 3 вида молитвы «Кдуша»[7] для разных моментов богослужения, в основе которой стих-троица «Свят, Свят, Свят Господь Саваоф! вся земля полна славы Его!» (Ис. 6:3);
- судебное учреждение для гражданских дел должно состоять из трёх евреев[8];
- трёхлетнее владение недвижимостью давало право собственности (חזקה‎);
- 3 вида поста[9] (описанный в Талмуде пост, общинный пост, личный пост);
- добровольный пост трёх дней (понедельника, четверга, понедельника) после праздников Песах и Суккот[10];
- на трёх основах стоит мир[11];
- о трёх временах суток для молитвы Богу «мы благодарим Тебя вечером, утром и в полдень» упомянуто в благословении 18 молитвы «Амида»;
- молитва «Ашрей», которую именуют по трижды повторяющемуся слову в двух вводных стихах[12];
- Пс. 144 произносят трижды в день в качестве личной молитвы, который входит в ашрей.

В Талмуде написано ο трёх лицах, связанных общей любовью; ο трёх лицах, свободных от адской кары.
Символическое значение числа три основано на том, что оно — первое нечётное после единицы. Под влиянием парсизма, любимыми числами стали нечётные.

### В числовой мистике
Числовая мистика была изложена в отдельной книге «Сефер йецира», где теория чисел имеет некоторые следы философской мысли. Особенно важное значение придаётся в книге числу три и, соответственно, трём буквам אוי (матрес лекционис — «матерям чтения» среди согласных) еврейского языка, символизирующим огонь, воду и солнце.
Различные комбинации чисел образуют тайну бытия и мирового процесса, тайну божественного Промысла, а также всех религиозных и этических принципов. Число перестаёт быть атрибутом объектов и само становится сущностью, объекты же приобретают второстепенное значение. И всегда при этом повторяются главнейшие из чисел — 3, 7 и 10:
- три — первое число, преодолевшее дуализм вещей;
- семь — символ дисгармонии, ибо оно не делится и не содержится ни в одном из всех прочих чисел первого десятка и этим от них отличается; оно «непроизводительно» и изолировано;
- десять, напротив, уничтожает дисгармонию мира и является синтезом в сфере идей; символ абсолютного единства[1].

В то время как мотазилитическая религиозная философия предпочитает число три и установила 3 божественных атрибута, каббалистический пантеизм выдвигает на первый план число десять.
Числовую мистику развил Авраам ибн Эзра в труде «Йесод мора». Каббала переняла и дальше развила эту мистику.